# Liste de concepts de la philosophie aristotélicienne
Cet article regroupe les concepts utilisés dans la philosophie d'Aristote, qu'ils aient été créés par lui, ou repris de philosophes antérieurs.
L'aristotélicisme fait référence, de manière générale, à la doctrine d'Aristote telle que transmise par la scolastique médiévale.

## Concepts fondamentaux
Aristote se base toujours sur le même réseau de concepts, qui sont définis dans les livres Α et Δ de la Métaphysique :
- Catégories
- Ousia, substance ou essence des choses
- Puissance et acte
- Entéléchie
- Cause
- Les quatre causes sont :
  - La cause matérielle, associée à la matière ;
  - La cause formelle ;
  - La cause efficiente (ou motrice) associée au mouvement ;
  - La cause finale ou telos (voir téléologie) ;
- Nécessaire/accidentel

## Autres concepts
- praxis (ou action)
- Sunolon, le tout
- Noûs, l’intellect ou la raison, et phronesis, la sagesse (dans Éthique à Nicomaque et Protreptique)
- homéomère, élément formé de parties semblables (dans Du ciel, 3, 3)
- hylémorphisme (dans Physique)

La logique d'Aristote met en œuvre les concepts suivants :
- l'attribut ;
- la prémisse ;
- la proposition ;
- le sujet.

Les raisonnements sont de trois sortes :
- le syllogisme logique (Topiques, I, 1) :
- le syllogisme dialectique
- le syllogisme sophistique (sophisme) ou logique fallacieuse